# 啓文社
株式会社啓文社（けいぶんしゃ、KEIBUNSHA Co.,LTD.）とは、日本の書店、書籍関連事業を行う企業である。

## 概要
1931年（昭和6年）に創業し、本社を広島県尾道市東尾道に置く。広島県東部を中心に広島県南部と岡山市に店舗を展開する一方で、創業の地である久保店を閉店するが、インターネットカフェやリサイクル本屋、岡山市北区下中野に家電店などとの複合店舗を出店するなど（食品スーパーが撤退したスペースに出店）積極的な展開を行う。

## 沿革

### 年表
- 1931年（昭和6年）1月21日 - 久保店の現在地に書店創業。
- 1958年（昭和33年）1月24日 - 会社設立。
- 1973年（昭和48年）7月10日 - レクレーション施設「海景荘」新築。
- 1990年（平成2年）6月5日 - 本社移転・社屋新築。
- 2002年（平成14年）10月26日 - 子会社の啓文社エンタープライズ設立。
- 2015年（平成27年）
  - 2月27日 - 7:00に書店とコンビニエンスストアを一体化させた「ファミリーマート啓文社廿日市店」（広島県廿日市市佐方本町）を開業[1]（2019年4月7日を以て、書店は閉店）。
  - 12月5日 - 社で初となるカフェ併設型書店「BOOKS PLUS 緑町」をハローズみどりまちモール（広島県福山市緑町）に開業[2][3]。
- 2024年（令和6年）
  - 6月2日 - この日をもって新浜店を閉店。これにより、創業地かつ本社所在地の尾道市から店舗が無くなる。
  - 10月27日 - この日をもってEase福山西店を閉店（最終営業時間は10月28日午前9時）。これにより、同社が運営するインターネットカフェは全店舗が営業終了となる。

## ポイントカード
下記のカードを発行している。

### HonyaClub
啓文社内での名称は「啓文社カード」。下記店舗一覧で店名の後ろに「啓文社カード」と記載されている7店舗で利用可能。本･雑誌の購入200円につき1ポイントたまり、ポイントは1ポイント=1円として買い物時に利用できる。インターネットカフェでの会員証としても利用できる。

## 店舗の一覧
- 福山市
  - ポートプラザ店（啓文社カード）
  - コア福山西店（Tカード）
  - コア神辺店（Tカード）
  - BOOKS PLUS 緑町（啓文社カード）[2][3]

- 三原市
  - イオン三原店（啓文社カード）

- 東広島市
  - 西条店（啓文社カード）

- 呉市
  - ゆめタウン呉店（啓文社カード）

- 廿日市市
  - ファミリーマート廿日市店・W-FIT24廿日市店[1]

- 岡山市
  - 岡山本店（啓文社カード）

## その他
一部の店舗でtotoを販売しているが、第278回BIGがサンキューランド新市店、第402回BIGが新浜店でそれぞれ1等の当せんがあり、ニュースで取り上げられたことがある。